# Nine Songs of John Lennon
Nine Songs of John Lennon – album zespołu Collage wydany w 1993 roku nakładem wytwórni SPV Poland. Ukazał się w wersjach kasetowej i kompaktowej. W 1995 i 2004 reedycje płyty wydała Ars Mundi.

## Lista utworów
Album zawiera utwory:
1. Power to the People – 3:18
2. Tomorrow Never Knows – 4:14
3. Woman – 5:41
4. God – 7:25
5. Well Well Well – 1:46
6. Imagine – 6:08
7. Give Peace a Chance – 7:01
8. There's a Place – 4:16
9. Cold Turkey – 5:15

## Twórcy
Twórcami albumu są:
- Robert Amirian – gitara akustyczna, chórki, śpiew
- Mirosław Gil – gitara akustyczna, chórki, gitara
- Krzysztof Palczewski – chórki, instrumenty klawiszowe
- Wojciech Szadkowski – chórki, perkusja
- Piotr Witkowski – gitara basowa, chórki

Gościnnie:
- Zbigniew Bieniak – chórki, śpiew
- Jacek Korzeniowski – pianino
- Halina i Agnieszka – chórki